# Північно-Кам'яномиське газоконденсатне родовище
Північно-Кам'яномиське газоконденсатне родовище — одне із родовищ, виявлених у акваторії Обської губи Карського моря, поблизу узбережжя Тазівського півострова (Тюменська область Росії).

## Опис
Відкрите у 2000 році свердловиною № 1, пробуреною компанією «Арктикморнафтогазрозвідка» по контракту з «Газпромом». Протягом 2002—2007 років пробурено ще 6 розвідувальних свердловин, що дозволило довести оцінку запасів за категоріями С1+С2 російської класифікаційної системи до 403 млрд.м3 газу та 2,5 млн.т конденсату.
Станом на 2016 родовища Обської губи не розробляються, проте розпочаті проектні та підготовчі роботи по створенню тут нового газопромислового району. Першим буде освоюватись найбільше серед виявлених газове родовище Кам'яномиське-море, що за первісними планами має бути  введене в експлуатацію у 2020 році. При цьому на мисі Парусний у 80 км від Ямбургу спорудять береговий комплекс з підготовки газу, який обслуговуватиме всі родовища групи. Введення в експлуатацію Північно-Кам'яномиського родовища заплановано на 2023 рік. Його розробка здійснюватиметься за допомогою багатофункціональної льодостійкої стаціонарної морської платформи.